# Matthias Wilmanns
Matthias Wilmanns (* 16. März 1959 in München) ist ein deutscher Biochemiker, Molekularbiologe und Universitätsprofessor.

## Leben und Wirken
Wilmanns studierte von 1980 bis 1982 Chemie an der Universität Karlsruhe und von 1982 bis 1986 an der Universität Freiburg, wo er das Diplom ablegte. Danach wechselte er an die Universität Basel. Dort wurde er 1990 mit einer biochemischen Arbeit promoviert,  1997 habilitierte er sich in Basel.
Im gleichen Jahr wurde Wilmanns Leiter der Hamburger Außenstelle des European Molecular Biology Laboratory auf dem Campus von DESY in Hamburg. Unter seiner Leitung wurden drei neue Synchrotron-Messstationen auf dem Gelände von DESY gebaut. 2014 wurde er zum Gründungs- und Forschungsdirektor des Center for Structural Systems Biology (CSSB) in Hamburg berufen. Seit 2015 ist Wilmanns Professor an der Medizinischen Fakultät der Universität Hamburg,
Universitätsklinikum Hamburg-Eppendorf.
Wilmanns forscht im Bereich der Strukturbiologie. Dabei befasst er sich insbesondere mit der Röntgenstrukturanalyse durch Synchrotronstrahlung, mit der Strukturen biologischer Makromoleküle bei atomarer Auflösung erforscht werden.

## Hauptforschungsgebiete
- Wirkungsmechanismen von Kalzium/Calmodulin-abhängigen Proteinkinasen
- Regulation von Transkription, Komplexe großer Muskelproteine
- Proteintranslokation in Peroxisomen
- Molekulare Mechanismen in Mycobacterium tuberculosis

## Mitgliedschaften und Ehrungen
- 2013 Ehrendoktorwürde der Universität Oulu, Finnland
- 2013 Mitglied der Leopoldina[2]

## Schriften
- Crystallographic studies on the enzyme N-(5′-phosphoribosyl) anthranilate isomerase indole-3-glycerolphosphate synthase from E. coli at atomic resolution. Diss. Universität Basel. 1990
- mit Stefan H. E. Kaufmann: The Proteome of Mycobacterium tuberculosis in Three Dimensions. In: Handbook of tuberculosis. Weinheim 2008, Hrsg. Stefan H. E. Kaufmann, S. 261–279.